# Sefer ha-Bahir
Sefer ha-Bahir (hebr. ספר הבהיר - Księga Światła Ukrytego lub Księga Światłości) – jeden z podstawowych tekstów kabalistycznych. Tradycja żydowska przypisuje go tanaicie z II wieku, Nachanji ben ha-Kana. Faktycznie jednak został on zredagowany w Prowansji pod koniec XII wieku. Jako jego autora dawniej podawano działającego w tym środowisku Izaaka Ślepego, obecnie jednak uważa się, że autor pozostaje nieznany. Jest kompilacją wątków pochodzących z czasów gaonów opracowaną w formie midraszu. Wiele zawartych w nim treści ma charakter nieortodoksyjny. Porusza, między innymi, kwestie symbolicznej wykładni liter alfabetu hebrajskiego i ich związku ze stworzeniem świata. W swej treści odwołuje się do Sefer Jecira. W księdze pojawia się koncepcja dziesięciu sefirot, trzech wyższych i siedmiu niższych, skojarzonych z przykazaniami Dekalogu. Pojawia się w niej również żeński aspekt Boga, dziesiąta sefira szechina. Sefer ha-Bahir zawiera również pierwsze koncepcje idei wędrówki dusz, zwanej od XVI wieku gilgul.